# 江橋老街
江橋老街是中華人民共和國上海市嘉定區江橋鎮的商圈，南至华江路、北至曹安路，长约200米，建築面積約6万平方米，商铺約4万平方米，共有10幢建筑，分布於虞姬墩路與江佳路两侧。江橋老街融合傳統和現代建築風格，以黑白灰為顏色主基調。江橋老街有餐饮、购物、休闲、娱乐、文化、时尚等產業的商店。。江桥老街由上海古铺投资管理公司负责招商管理。

## 歷史
原名浜南街。清朝末年時，此地已有一條南北走向的200米街道，沿途有三十至四十家商鋪。中華民國初年，店鋪擴展至百餘家。2010年，江橋鎮開始舊區改造，拆遷400戶家庭並著手興建江橋老街。江橋老街於2014年9月開始全面對外運營。